# Gypona albidosparsa
Gypona albidosparsa är en insektsart som beskrevs av Carl Stål 1854. Gypona albidosparsa ingår i släktet Gypona och familjen dvärgstritar. Inga underarter finns listade i Catalogue of Life.